# Augusto Boal
Augusto Boal (Rio de Janeiro, 16 maart 1931- aldaar, 2 mei 2009) was een Braziliaans dramaschrijver, regisseur en theaterwetenschapper.

## Leven
Aan de Columbia-universiteit in New York studeerde hij scheikunde en theaterwetenschappen.
Van 1956 tot 1971 was hij leider van: "Núcleo do Teatro de Arena" van São Paulo". In het Teatro de Arena in São Paulo werd aan het eind van de jaren vijftig met medewerking van Boal gewerkt aan het concept voor een volkstheater, dat zich de bewustzijnsontwikkeling van de armen ten doel stelde: het Theater van de onderdrukten.
In 1971 moest Boal onder druk van de Braziliaanse dictatuur vluchten naar Argentinië. Na de staatsgreep van de generaals in 1976 vluchtte hij ook uit dat land en belandde aanvankelijk in Portugal. In Argentinië schreef hij in 1975 zijn eerste boek "Teatro del oprimido" dat in 1979 in het Engels vertaald werd tot "Theatre of the Oppressed". Onder die naam is zijn gedachtegoed vooral bekend. In de periode tot zijn vlucht uit Zuid-Amerika ontstonden achtereenvolgens het Krantentheater, het Beeldentheater, het Forumtheater en het Onzichtbaar Theater.
Vanaf 1978 werd Boal docent in Parijs, waar hij het eerste "Centre for Theatre of the Oppressed" (CTO) in de wereld oprichtte. Tot 1988 werkte hij intensief in Europa en de VS. In die periode ontstond de werkvorm "Regenboog van Verlangens", die vooral in therapeutische contexten bruikbaar is.
In 1988 vestigde hij zich, na het vertrek van de dictatuur, weer in Brazilië en richtte in Rio de Janeiro het "CTO Rio" op. In Brazilië ontwikkelde hij zich, naast zijn werk als theatermaker, tot schrijver en politicus. In 1992 werd hij gekozen als lid van de wetgevende vergadering van Rio de Janeiro voor de Partido dos Trabalhadores, de partij van de latere president Lula da Silva. In zijn vier parlementaire jaren werden 13 wetten aangenomen die door middel van een nieuwe vorm van theaterdemocratie ("Legislatief Theater") waren ontwikkeld.
Waarschijnlijk als gevolg van de martelingen in Brazilië werd Boal in 2004 ernstig ziek en moest een jaar stoppen met werken. In 2005, inmiddels 74 jaar, hervatte hij zijn werk als artistiek leider van CTO Rio (met projecten in ruim 100 gevangenissen, in sloppenwijken, met landloze boeren en vele andere achtergestelde groepen) en als internationaal workshopleider.
De nieuwste werkvorm is de Esthetische Vorming van de Onderdrukten, gepubliceerd in het Engels in 2006.

## Onderscheiding
In 2007 ontving Boal de Prins Claus Prijs van het Prins Claus Fonds, in het thema Cultuur en conflict.